# Sacramento Scream Park
O Sacramento Scream Park é uma atração anual de Halloween em Sacramento, Califórnia, Estados Unidos. O evento decorre de setembro a novembro, com quatro casas assombradas temáticas, uma área de food trucks, oportunidades para fotos e entretenimento ao vivo. O parque do grito foi inaugurado em 2014 com o nome Ultimate Terror Scream Park, antes de adotar a sua marca atual em 2022. Os meios de comunicação locais listaram o Sacramento Scream Park entre os eventos de Halloween mais importantes da região.